# Irek
Irek è un album raccolta della cantante italiana Irene Grandi, pubblicato il 1º giugno 2001.
Anticipato dal singolo Per fare l'amore, l'album è un'antologia di brani dell'artista con l'aggiunta di un inedito, due riarrangiamenti ed una cover, Sconvolto così (di Austin, Myers, Telonio, Grandi, per la produzione artistica di Telonio e Roberto Vernetti), cover di Tell Me di Billie Myers del 1998.
Nell'album sono presenti anche una versione acustica di Che vita è ed una versione alternativa di In vacanza da una vita.

## Tracce
1. Per fare l'amore – 3:34 (testo: Irene Grandi Pio Stefanini – musica: Francesco Sighieri Pio Stefanini Irene Grandi)
2. Tutta diversa (come mi vuoi) – 4:28 (testo: Telonio Irene Grandi Stefano Luchi – musica: Telonio Grandi, Luchi)
3. Sconvolto così – 4:17 (testo: Telonio Irene Grandi – musica: Austin, Billie Myers)
4. La tua ragazza sempre – 4:11 (testo: Vasco Rossi Gaetano Curreri – musica: Vasco Rossi Gaetano Curreri)
5. Dolcissimo amore – 4:13 (testo: Telonio Grandi – musica: E Telonio)
6. Fuori – 4:18 (testo: Telonio, Grandi – musica: Telonio Grandi)
7. Che vita è – 4:15 (testo: Telonio – musica: Telonio) – (Versione acustica)
8. Otto e mezzo – 3:44 (testo: Stefanini, Sighieri Luchi – musica: Pio Stefanini Francesco Sighieri Stefano Luchi)
9. Un motivo maledetto – 3:38 (testo: Telonio Irene Grandi – musica: Telonio Irene Grandi) – (Radio version)
10. T.V.B. – 3:54 (testo: Telonio, Jovanotti – musica: Telonio, Jovanotti)
11. Bum Bum – 4:16 (testo: Telonio, Eric Buffat – musica: Eric Buffat, Telonio)
12. Vai, vai, vai – 5:07 (testo: Telonio – musica: Eric Buffat)
13. Eccezionale – 4:38
14. In vacanza da una vita – 4:54 – (Versione 2001)
15. Cose da grandi – 5:29 (testo: Telonio, Eric Buffat Irene Grandi – musica: Eric Buffat, Telonio Irene Grandi)

## Musicisti
- Irene Grandi - voce
- Joe Cang - basso
- Rosa Holiday - basso
- Alessandro Gimignani - batteria
- Lorenzo Forti - basso
- Riccardo Onori - chitarra elettrica
- Frank Tontoh - batteria
- Paolo Valli - batteria
- Giacomo Castellano - chitarra
- Gigi De Rienzo - chitarra
- Josè Fiorilli - tastiera, organo Hammond
- Luca Gatti - tastiera in Sconvolto così

## Classifiche
| Paese  | Posizione raggiunta |
| ------ | ------------------- |
| Italia | 8                   |